# Bürstadt
Bürstadt è una città tedesca di 16 734 abitanti, situata nel Land dell'Assia.